# 原尻の滝
原尻の滝（はらじりのたき）は、大分県豊後大野市緒方町原尻の大野川水系緒方川にある滝。日本の滝百選に選ばれている。

## 特徴
幅120m、高さ20m。田園に囲まれた平地に突如滝が現れるのが特徴で、「東洋のナイアガラ」と称えられることもある。滝はAso-4溶結凝灰岩が崩落してできたもので、崖面には柱状節理を見ることができる。阿蘇山が約9万年前に噴火した際に谷を埋めた火砕流が冷え固まった後に再び水が流れ始め、浸食で形成された。近くにある「沈堕の滝」も同じ形成過程である。
滝の下流には木造の吊橋「滝見橋」が、また、すぐ上流には沈下橋がそれぞれ架けられており、これらの橋を通って滝の周りを一周する遊歩道が整備されている。また、滝壺の岸まで降りたり、滝壺をボートで遊覧することもできる。

## 周辺

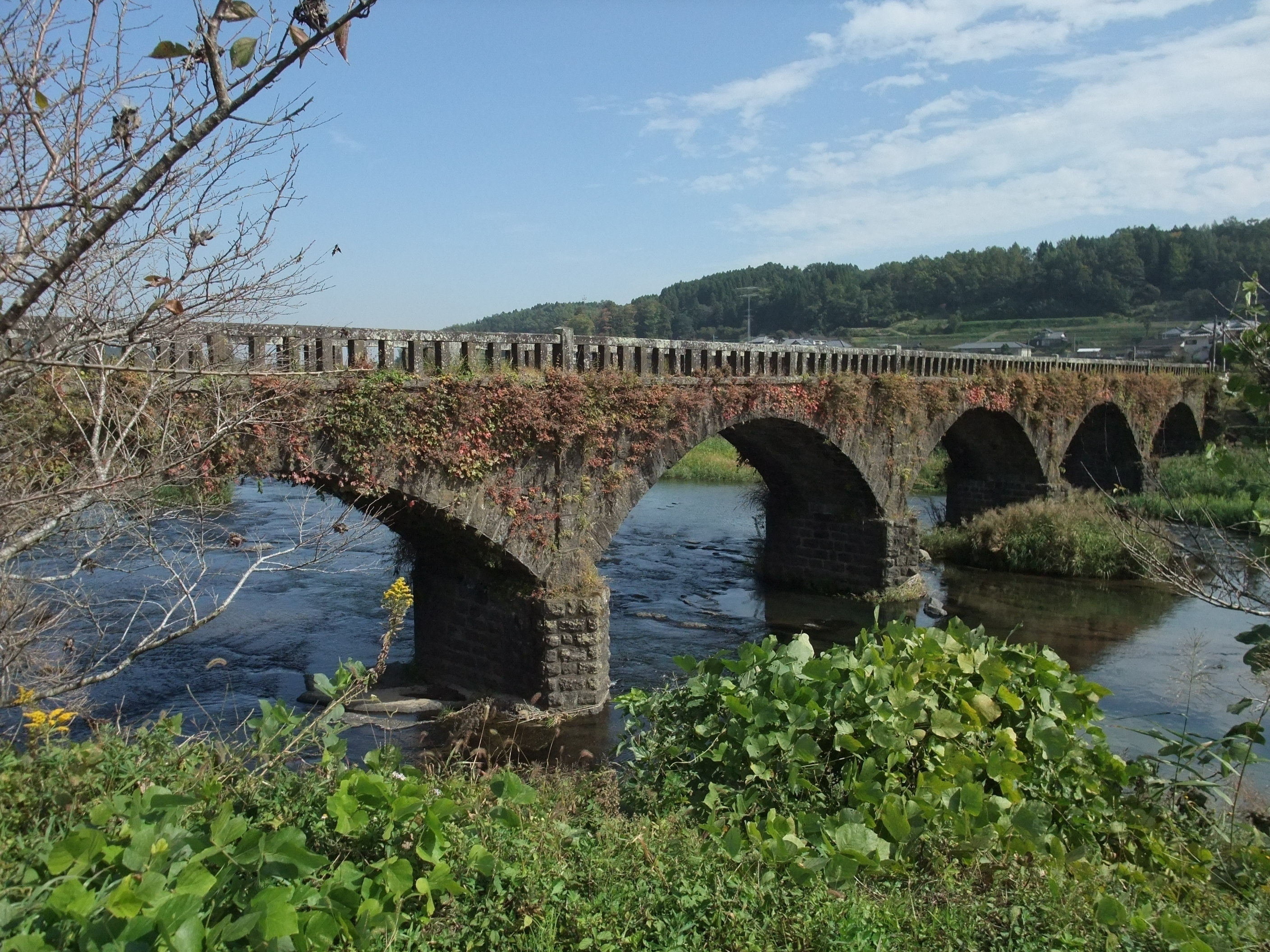
原尻橋

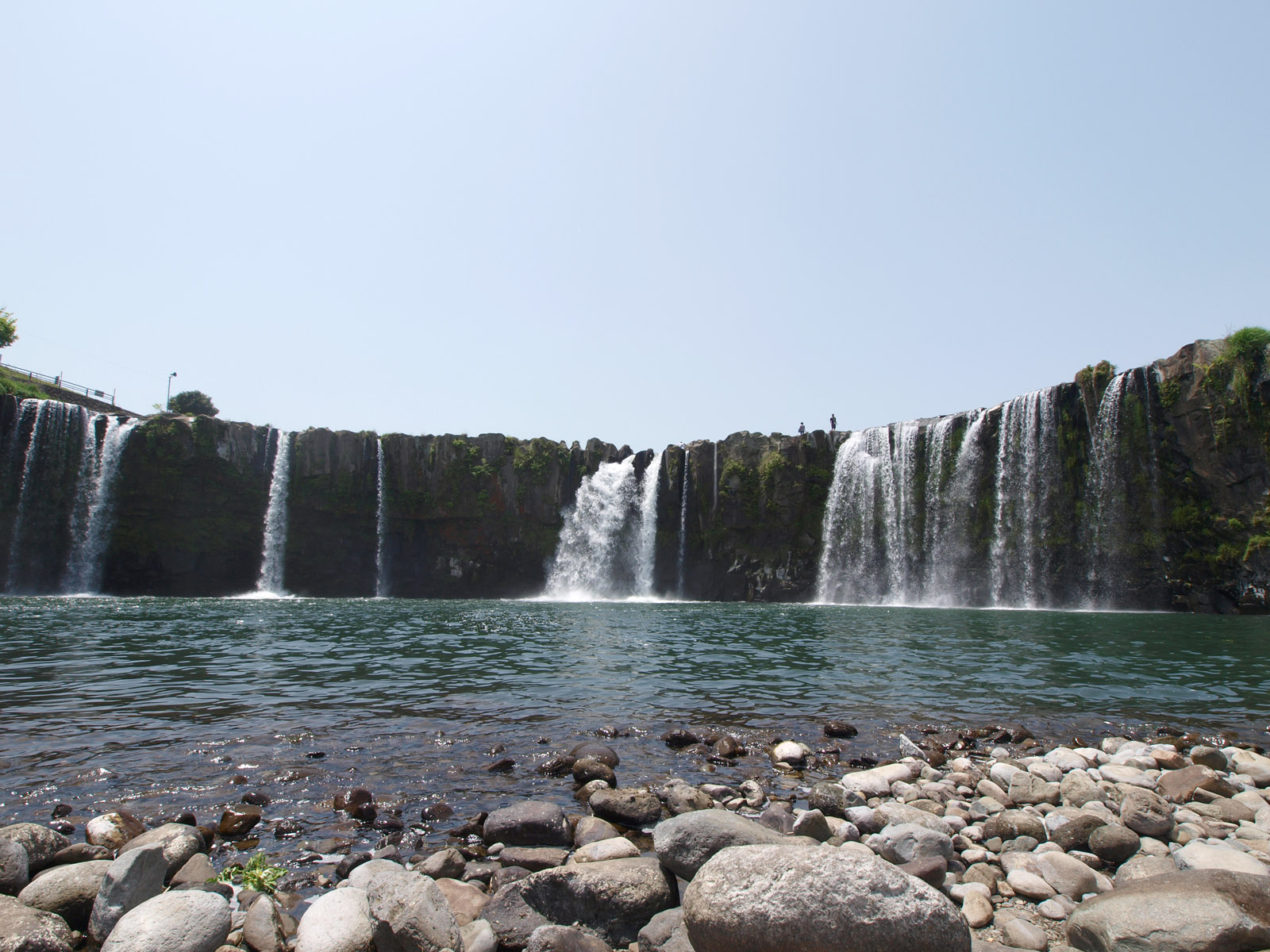
滝壺近くからの眺め

滝のすぐ下流左岸には、道の駅原尻の滝があり、滝を見学する際にはその駐車場が利用可能。
滝の約500m上流には、1923年（大正12年）に建造された5連アーチの石橋「原尻橋」がある。
原尻の滝周辺の水田には、休耕期に約50万本のチューリップが植えられ、開花期の4月に緒方チューリップフェスタが開催される。なお、開催中は滝付近への自動車でのアクセスが制限される。

## 事故
- 2006年（平成18年）、遊覧ツアーに参加していた女性客が滝壺に飛び込み死亡[5]。
- 2009年（平成21年）8月24日、乗用車が滝の脇を通る市道から逸走して滝壺へ転落し、2名が死亡する事故が発生した[6]。
- 2025年（令和7年）7月13日、夜間に19歳の韓国人の男子大学生が滝から落ちて行方不明になり、翌日の捜索で滝壺から遺体が見つかる[5]。

## 交通
- JR九州豊肥本線緒方駅より大野竹田バス「竹田方面行き」で10分、「原尻の滝入口」停留所下車。